# Pleurostachys urvillei
Pleurostachys urvillei är en halvgräsart som beskrevs av Adolphe-Théodore Brongniart. Pleurostachys urvillei ingår i släktet Pleurostachys och familjen halvgräs. Inga underarter finns listade i Catalogue of Life.